# توربو (نرم‌افزار)
توربو (به انگلیسی: Turbo) بیشتر شناخته شده تحت عنوان اسپون (به انگلیسی: Spoon) و ایکس اینو کد (به انگلیسی: Xenocode) یک نرم‌افزار کاربردی برای ساخت نسخه پرتابل از نرم‌افزار های نصب شده روی رایانه است